# 众兴集镇
众兴集镇，是中华人民共和国安徽省六安市霍邱县下辖的一个乡镇级行政单位。

## 行政区划
众兴集镇下辖以下地区：
众兴村、马城墩村、油坊村、林祠村、赵河沿村、西皋村、大王集村、塘坊村、唐老庄村、马林村和红卫村。